# Dmitri Bankovski
Dmitri Bankovski –en ruso, Дмитрий Баньковский– (10 de enero de 1968) es un deportista soviético que compitió en piragüismo en la modalidad de aguas tranquilas. Ganó una medalla de oro en el Campeonato Mundial de Piragüismo de 1990, en la prueba de K4 10 000 m.

## Palmarés internacional
| Campeonato Mundial | Campeonato Mundial | Campeonato Mundial | Campeonato Mundial |
| Año                | Lugar              | Medalla            | Evento             |
| ------------------ | ------------------ | ------------------ | ------------------ |
| 1990               | Poznań (Polonia)   | Medalla de oro     | K4 10 000 m        |